# Quốc khánh Nhật Bản
Ngày Quốc khánh Nhật Bản hay Ngày kỷ niệm Kiến Quốc (建国記念の日 Kenkoku Kinen no Hi) là một ngày lễ quốc gia tại Nhật Bản tổ chức hàng năm vào ngày 11, kỷ niệm truyền thuyết thần thoại của Nhật Bản và sự xuất hiện của hoàng đế đầu tiên của Nhật Bản, Thiên hoàng Jimmu tại Kashihara gu vào ngày 11 tháng 2 năm 660 TCN.

## Lịch sử

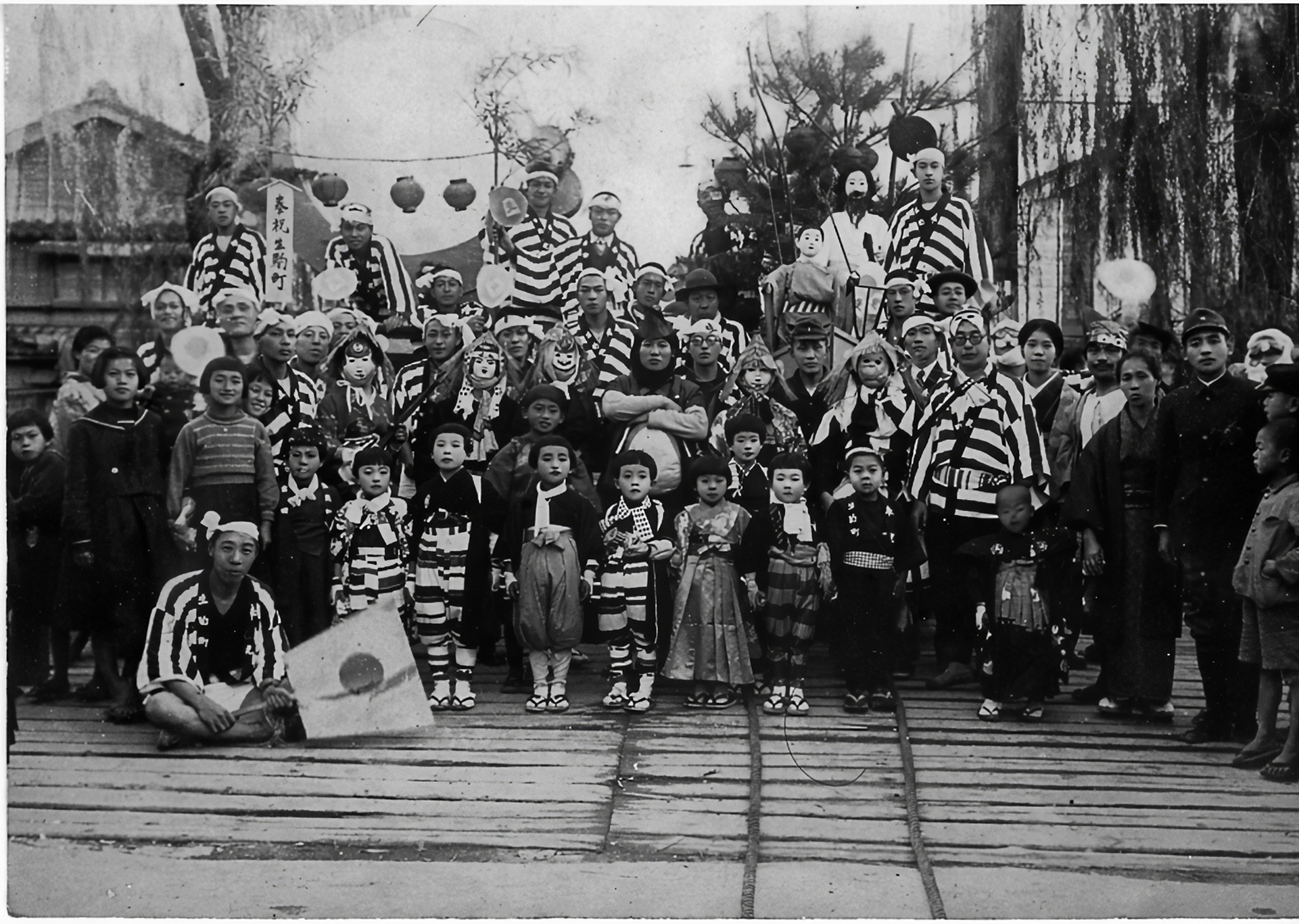
Lễ kỷ niệm Kigensetsu, trước năm 1940.

Nguồn gốc của ngày quốc khánh được dựa trên tết truyền thống của Nhật Bản, được tổ chức vào âm dương lịch. Theo Nhật Bản thư kỷ, thiên hoàng Jimmu lên ngôi vào ngày đầu tiên của tháng đầu tiên, thành lập nên Nhật Bản. Tuy nhiên, không có bằng chứng lịch sử nào cho thấy Jimmu thực sự tồn tại, và năm 660 trước Công nguyên sớm hơn bất kỳ vị hoàng đế nào từng được biết đến. Nó được coi là đã được lựa chọn một cách tùy tiện dựa trên niềm tin của người Trung Quốc cổ đại rằng năm đó sẽ là một điều tốt lành cho sự thay đổi mang tính cách mạng.
Ngày quốc khánh đã được tuyên bố vào năm 1872 và rơi vào Tết Nguyên Đán, nhưng do sự ra đời của lịch Gregorius năm 1873, ngày đã được hoãn lại đến ngày 11 tháng 2.
Tên ban đầu của lễ quốc khánh, xuất hiện trong thời kỳ Minh Trị, là ngày sáng lập của đế chế (Иг 節 qigensetsu). Người ta tin rằng Thiên hoàng Minh Trị đã tạo ra lễ quốc khánh này để hỗ trợ tính hợp pháp của gia đình hoàng gia sau khi lật đổ Mạc phủ Tokugawa. Ngày quốc khánh được hỗ trợ bởi những người tin rằng việc mài sắc sự chú ý vào thiên hoàng sẽ phục vụ sự đoàn kết dân tộc.
Năm 1940, lễ quốc khánh được tổ chức trên một quy mô chưa từng có của Đế quốc Nhật Bản đã 2.600 năm tuổi. Nhân dịp này, nhiều bài hát được viết, một trong những bài hát nổi tiếng nhất - "2600 năm kể từ khi thành lập đế quốc".
Sau khi Nhật Bản đầu hàng trong Thế chiến II và sự chiếm đóng tiếp theo của các lực lượng Đồng Minh, ngày thành lập của đế quốc đã bị chính phủ chiếm đóng hủy bỏ vào năm 1948 như là một phần của hệ thống ý thức hệ của đất nước. Sau này, các lực lượng chính trị khác nhau đã đưa ra đề nghị thành lập lễ kỷ niệm, Ngày thành lập nhà nước đã được khôi phục vào năm 1966. Tên cũ không tương ứng với khái niệm Hiến pháp mới của Nhật Bản và các nguyên tắc dân chủ và tự do hiện đại, vì vậy nó đã được quyết định đổi sang một cái tên mới hiện đại.

## Thực tiễn hiện tại
Ngược lại với các sự kiện liên quan đến kỷ nguyên trước đó, lễ kỷ niệm Ngày Quốc khánh tương đối không gây được sự chú ý. Quốc khánh bao gồm việc nâng cao cờ quốc gia Nhật Bản và phản ánh về ý nghĩa của quốc tịch Nhật Bản. Ngày lễ vẫn còn tương đối gây tranh cãi và các biểu hiện rất công khai để thể hiện chủ nghĩa dân tộc hoặc thậm chí lòng yêu nước ở nơi công cộng vào dịp này là rất hiếm.